# مقداد مراد
مقداد محمد مراد ، (1946 - 1992) مذيع تلفزيوني عراقي من أصل كردي فيلي كان يمتاز بالصوت الرخيم والنبرة الصوتية المميزة والقوية.

## سيرته
ولد مقداد مراد في مدينة الكوت - جنوب العاصمة العراقية بغداد - في عام (1946) ، ودرس في مدارس محافظة واسط حتي أنهى تعليمه الثانوي ، ثم أكمل تعليمه الأكاديمي في جامعة بغداد ، وبعد أن تخرج عمل مذيعا تلفزيونيا في القناة العراقية رقم 9 الرسمية ، وأثناء عمله الإذاعي تميز بصوته الرخيم الجهوري وشخصيته المقنعة وأناقته مع مهنية عالية في إعطاء كل كلمة حقها في صوته المميز عندما يقرأ نشرة الأخبار أو يذيع البيانات ، لذلك اعتمدت عليه إدارة التلفزيون العراقي في إذاعة البيانات الحكومية والعسكرية المهمة ومن أهم البيانات التي أذاعها ( بيان البيانات ) في 8 / 8 / 1988 معلناً انتهاء الحرب العراقية الإيرانية  التي دامت 8 سنوات. وبيان دخول القوات العراقية الكويت في 2 أغسطس 1990 .

## عمله في التلفزيون
بدأ مقداد مراد مشواره العملي مذيعا اذاعيا في عام (1968) ثم اختير ليصبح  مذيعا في التلفزيون العراقي حتى تدرج ليصبح أفضل مذيع تلفزيوني يقدم نشرات الأخبار ، وكانت إدارة التلفزيون العراقي تكلفه دائما بقراءة وإذاعة الأخبار الهامة خاصة إثناء فترة الحرب العراقية الإيرانية في ثمانينات القرن الماضي كما كان يعلق على فقرة (صور من المعركة) والتي كانت تعرض على شاشة تلفزيون العراق أثناء الحرب العراقية الإيرانية.

## وفاته
إنتقل إلى جوار ربه يوم الأربعاء (23 كانون الأول 1992) الموافق (29 جمادى الآخرة 1413) للهجرة، عن عمر ناهز 47 عاما، بعد صراع لم يدم طولا مع مرض سرطان الحنجرة.

## وصلات متعلقة
مقداد مراد أشهر مذيع في تاريخ العراق.
مقداد مراد . من بيانات القادسية النادرة لأول مرة.